# Woman (canción de Peter and Gordon)
«Woman» es una canción interpretada por el dúo musical británico Peter and Gordon. Fue publicada como sencillo el 24 de enero de 1966 a través de Capitol Records.

## Recepción de la crítica
Un escritor no especificado de la revista Record World como una “melodía inquietante” con una “extraña línea melódica y arreglo de cuerdas”, mientras que Billboard describió la canción como “una balada poderosa con cuerdas, violonchelos al estilo barroco y con un ritmo fácil con un fuerte apoyo”. La revista Cash Box describió «Woman» como “una oda lastimera y desgarradora sobre un tipo solitario que siente una necesidad sincera de cierta ‘mujer’ especial”.

## Posicionamiento
| Gráfica (1966)                            | Pico de posición |
| ----------------------------------------- | ---------------- |
| Australia (Kent Music Report)             | 5                |
| Canadá (RPM 100)                          | 1                |
| Estados Unidos (Billboard Hot 100)        | 14               |
| Estados Unidos (Cash Box Top 100 Singles) | 17               |
| Estados Unidos (Record World Top Pops)    | 12               |
| Malasia (Radio Malaysia)                  | 7                |
| Nueva Zelanda (Lever Hit Parade)          | 7                |
| Reino Unido (UK Singles Chart)            | 28               |

## Historial de lanzamientos
| Región         | Fecha                 | Formato       | Discográfica | Ref.   |
| -------------- | --------------------- | ------------- | ------------ | ------ |
| Estados Unidos | 24 de enero de 1966   | 7-inch single | Capitol      | [ 12 ] |
| Reino Unido    | 11 de febrero de 1966 | 7-inch single | Columbia     | [ 13 ] |